# Claude Buckenham
Claude Buckenham (Londres, 16 de janeiro de 1876 - 23 de fevereiro de 1937) foi um futebolista e jogador de críquete britânico, campeão olímpico.
Competiu nos Jogos Olímpicos de Verão de 1900 em Paris. Ele ganhou a medalha de ouro como membro do Upton Park Football Club, que representou a Grã-Bretanha nos Jogos.